# Джексонвілл Армада
Джексонвілл Армада (англ. Jacksonville Armada Football Club) — професіональний футбольний клуб з Джексонвілла (США), що грає у Північноамериканській футбольній лізі –  футбольному дивізіоні 2-го рівня США і Канади. Заснований 2013 року, виступає у NASL з 2015.
З 2017 року домашні матчі проводить на Ходжес Стедіум — стадіоні Університету Північної Флориди.